# Rae Eddie
Pour les articles homonymes, voir Eddie.
John McRae (Rae) Eddie (23 août 1900-6 février 1977) est un homme politique canadien de la Colombie-Britannique. Il est député provincial social-démocrate de la circonscription britanno-colombienne de New Westminster de 1952 à 1963 et néo-démocrate de 1963 à 1969.

## Biographie
Né à Ekfrid en Ontario, Eddie étudie en Saskatchewan. Il s'installe ensuite en Colombie-Britannique et travaille dans l'industrie du bois.
Il parvient à défaire le premier ministre Boss Johnson. 
Eddie meurt à New Westminster en février 1977 à l'âge de 76 ans.